# We All Bleed Red
We All Bleed Red ist ein deutscher Dokumentarfilm von Josephine Links aus dem Jahr 2024 über den in New York lebenden Porträtfotografen Martin Schoeller. Der Film feierte seine Weltpremiere im November 2024 beim US-amerikanischen Dokumentarfilmfestival DOC NYC.

## Inhalt
Der Fotograf Martin Schoeller lebt seit 30 Jahren in den USA und ist mit seinen Ultra-Nahaufnahmen von Persönlichkeiten wie George Clooney, Barack Obama, Angela Merkel und Taylor Swift berühmt geworden. Josephine Links nutzt ihre persönliche Beziehung zu ihrem Stiefbruder Martin Schoeller, um sich auf seine Arbeiten mit Menschen zu konzentrieren, die nicht im Scheinwerferlicht stehen. Links begleitet Martin Schoeller bei seinen Porträtprojekten, in denen er Menschen aus unterschiedlichen sozialen Gruppen fotografiert. Dazu gehören u. a. Obdachlose, Dragqueens, Mitglieder der LGBTQI+-Community, zu Unrecht zum Tode Verurteilte und Native Americans. Im Film wird Schoellers Fähigkeit des Zuhörens und Vertrauen-Aufbauens deutlich. Fähigkeiten, die ihm helfen, in seinem Werk Intimität und Verletzlichkeit zuzulassen. Die Porträtierten berichten von ihren Lebensrealitäten, während Schoeller einen intimen Begegnungsraum kreiert.

## Produktion
Die Produzentin war Jamila Wenske für Achtung Panda! Medien (Berlin) in Koproduktion mit Studio.TV.Film sowie in Zusammenarbeit mit rbb und Arte. Der Film wurde mit Unterstützung der Beauftragten der Bundesregierung für Kultur und Medien (BKM), der MFG Filmförderung Baden-Württemberg, von nordmedia, dem Deutschen Filmförderfonds (DFFF) sowie durch German Films realisiert. Der Kinostart in Deutschland ist am 28. August 2025 bei Salzgeber.

## Rezeption
Esther Buss schreibt im Filmdienst: „Regisseurin Josephine Links interessiert an Schoeller (der ihr Halbbruder ist, was das Presseheft, nicht aber der Film erwähnt) eher der sozial engagierte Straßenfotograf, der ehrenamtlich für die Heilsarmee kocht und für den jede Aufnahme mit einer intimen menschlichen Interaktion verbunden ist.“